# Donald Ferguson (homme politique)
Pour les articles homonymes, voir Donald Ferguson et Ferguson.
Donald Ferguson (7 mars 1839-3 septembre 1909) est un homme politique canadien de l'Île-du-Prince-Édouard. Il est député fédéral libéral-conservateur de la circonscription ontarienne de Brockville de 1882 à 1899. Il est ministre dans les cabinets des premiers ministres Mackenzie Bowell et Charles Tupper.

## Biographie
Né à Marshfield sur l'Île-du-Prince-Édouard, Ferguson grandit sur une ferme d'élevage. Il sert comme juge de paix de 1872 à 1873. Il se présente à plusieurs reprises sans succès pour un poste à l'Assemblée législative de l'Île-du-Prince-Édouard. En 1878, il réussit à entrée au parlement provincial à la suite d'une élection par acclamation. 
Il tente à deux reprises, en 1887 et 1891, d'être élu à la Chambre des communes du Canada, mais sans y parvenir.
Nommé au Sénat du Canada en sous recommandation de John Thompson en septembre 1893. Il entre ensuite au cabinet à titre de ministre sans portefeuille et ensuite comme ministre de l'Agriculture par intérim. Il représente la division sénatoriale de Queen's jusqu'à son décès en 1909.